# Argun (Čečensko)
Argun (čečensky Орга, rusky Аргун) je samostatný okres, tvořící město v Čečensku.
Je situován v centrální části Čečenska 16 km východně od hlavního města Groznyj na řece Argun, pravém přítoku Těreku.

## Geografie
Argun se rozkládá v podhůří Velkého Kavkazu v průměrné nadmořské výšce 125 m. Dalšími nedaleko ležícími městy jsou Šali (16 km jižně) a Gudermes (19 km východně).
Argun tvoří samostatný okres, se kterým sousedí na západě okres Groznyj a na východě okres Šali.